# 忍びの者 伊賀屋敷
『忍びの者 伊賀屋敷』（しのびのもの いがやしき）は、1965年6月12日に大映が配給した、森一生監督による日本映画である。市川雷蔵主演の忍びの者シリーズ全8作のうち第6弾。第4作『忍びの者 霧隠才蔵』、第5作『忍びの者 続・霧隠才蔵』の直接的な続編で、本作の主人公は霧隠才蔵の一子・才助が父の名を継ぎ霧隠才蔵と名乗っているという設定である。

## あらすじ
徳川幕府の統治に不満を持つ由井正雪らは政権転覆を企んでいる。松平伊豆守は配下の甲賀衆にこの動きを止めさせるべく動いた。一方で紀州藩主の徳川頼宣もまた、徳川幕府の権力掌握を狙っていた。

## キャスト
- 霧隠才助→霧隠才蔵：市川雷蔵
- 百合姫 / お蘭：八千草薫
- 松平伊豆守：山形勲
- 由比正雪：鈴木瑞穂
- 丸橋忠弥：今井健二
- 井伊掃部守：島田竜三
- 徳川頼宣：北龍二
- 甲賀幻心斎：殿山泰司
- 金井半兵衛：伊達三郎
- 石谷将監：水原浩一
- 阿部豊後守：南条新太郎
- 堀田加賀守：原聖四郎
- 加藤六郎右衛門：玉置一恵
- 熊谷三郎兵衛：木村玄
- 牧野兵庫：香川良介

## スタッフ
- 監督 : 森一生
- 企画 : 伊藤武郎
- 撮影 : 今井ひろし
- 美術 : 太田誠一
- 音楽 : 渡辺宙明
- 編集 : 谷口登司夫
- 脚本 : 直居欽哉、服部佳

## 併映作品
- 『狸穴町0番地』: 木村恵吾監督

## 市川雷蔵主演 忍びの者シリーズ
- 忍びの者（1962年、監督：山本薩夫）
- 続・忍びの者（1963年、監督：山本薩夫）
- 新・忍びの者（1963年、監督：森一生）
- 忍びの者 霧隠才蔵（1964年、監督：田中徳三）
- 忍びの者 続・霧隠才蔵（1964年、監督：池広一夫）
- 忍びの者 伊賀屋敷（1965年、監督：森一生）
- 忍びの者 新・霧隠才蔵（1966年、監督：森一生）
- 新書・忍びの者（1966年、監督：池広一夫）